# Holomelina esula
Holomelina esula là một loài bướm đêm thuộc phân họ Arctiinae, họ Erebidae.